# Les Království
Les Království (německy Königreichwald) je lesní oblast na Trutnovsku v Královéhradeckém kraji. Nachází se severně od Dvora Králové nad Labem a protéká jím řeka Labe.

## Historie osídlení
Po osídlení východočeského předhůří Krkonoš kolem Trutnova zůstal Les Království jako pozůstatek starého českého pohraničního hvozdu a vznikaly zde jen malé osady.
V jižní části se po zrušení panského systému v polovině 19. století vytvořily čtyři obce.
- Království I (Königreich I), zahrnovalo vesnice Nový Kohoutov (Neu Koken), Nové Kocbeře (Neu Rettendorf), Nové Záboří (Neu Söberle nebo také Neu Kränke) a Výšinka (Weiberkranke) a pět samostatných domů.
- Království II (Königreich II), zahrnoval vsi Hájemství (Hegerbusch) a Horní Debrné (Oberdöberney).
- Osady Nový Nemojov (Neu Nemaus) a Horní Nemojov (Ober Nemaus) i samostané domy náležely k obci Království III (Königreich III).
- Království IV (Königreich IV) se zformovalo z obcí Zadní Mostek (Hintermastig) a Přední Mostek (Vordermastig).

V letech 1910 až 1920 byla mezi Novým Nemojovem a Podhájem na Labi vybudována přehrada Les Království.
Zatímco obec Království IV na pravém břehu Labe byla v roce 1925 zrušena a nahrazena nově vytvořenou obcí Mostek, tři ostatní části Království na levém břehu Labe existovaly až do doby po druhé světové válce a poté byly nahrazeny novými obcemi Nemojov a Vítězná. Části tří dřívějších částí Království byly začleněny do Mostku, Hajnice, Kocbeře a Kohoutova. 
Další obce v Lese Království jsou Choustníkovo Hradiště, Borovnice a Borovnička.
Na severním okraji lesa leží bývalý poutní vrch Svatá Kateřina. Na sousedním Bradle se nacházejí zbytky vrcholně středověkého hradu, který je považován za jedno z míst ztraceného hradu Hostín.